# SS Jeanne d’Arc
Die Société Sportive La Jeanne d’Arc, auch bekannt als SS Jeanne d’Arc, ist ein Fußballverein aus Le Port auf Réunion, einer französischen Insel im Indischen Ozean. Aktuell spielt der Verein in der ersten Liga.

## Erfolge
- Réunionischer Meister: 1952
- Réunionischer Pokalsieger: 1958, 1960, 1967, 2001

## Stadion
Seine Heimspiele trägt der Verein im Stade Georges Lambrakis in Le Port aus. Das Stadion hat ein Fassungsvermögen vom ca. 2000 Personen.

## Trainerchronik
| Trainer          | Nation         | von           | bis           |
| ---------------- | -------------- | ------------- | ------------- |
| David Ferrère    | Réunion        | Januar 2017   | Dezember 2017 |
| Jean-Max Treport | Réunion        | Januar 2018   | Dezember 2019 |
| Bernard Mahmoud  | Frankreich     | Dezember 2019 | Dezember 2021 |
| Serge Djebi Zadi | Elfenbeinküste | Januar 2022   |               |